# Alfred Lütken
Alfred Lütken, född 6 augusti 1860 på Riserup prästgård på Falster, död 23 juli 1943, var en dansk ingenjör.
Lütken blev student 1877, tog polyteknisk examen i ingenjörsämnena 1883. Han arbetade 1884–1887 som ingenjör vid byggandet av sockerfabriken i Nykøbing Falster och vid förstudier för vatten- och kloakverk där och studerade därefter bland annat järnvägsbyggnad på en längre resa i Tyskland, Nederländerna, Frankrike och Italien. Åren 1887–1892 ägnade han sig åt olika arbeten i och vid Köpenhamn (bland annat spårvägar) och blev 1892 efter en tävling anställd som docent i vägbyggnad vid Polyteknisk Læreanstalt. Vid denna tidpunkt planerade man då en genomgripande reform av undervisningsplanen för byggnadsingenjörerna, och han fick därvid ett betydande inflytande, liksom han genom sina föreläsningar över järnvägs- och brobyggnad bringade dessa ämnen till att inta den plats i undervisningen, som efter deras betydelse tillkommer dem, men som de tidigare på grund av den allt för korta härtill avsatta tiden hade saknat. År 1893 studerade han järnvägs- och brobyggnad på en resa i Nordamerika. År 1894 utnämndes han till professor i vägbyggnad, en befattning vilken han innehade till 1916, och utgav, förutom föreläsningar över bro-, väg- och järnvägsbyggnad, Brobygning (I, 1914).
År 1916 lämnade Lütken sin professur vid Polyteknisk Læreanstalt och tillträdde den nyinrättade befattningen som direktör för Statens Tilsyn med den tekniske Undervisning for Håndværkere og Industridrivende. Under detta ämbete låg dels administrationen av statens stöd till samtliga tekniska skolor i Danmark, dels en vägledande verksamhet angående undervisningens anordnande och anpassning efter elevernas förkunskaper, anskaffande av lämpliga läromedel, och, med stöd av en intensiv personlig tillsyn, insamling av erfarenheter och nyttiggörande av dessa för förbättring av undervisningen i sin helhet.
Lütken var ordförande för Den polytekniske Forening 1894–1908, medlem av styrelsen för Dansk Ingeniørforening 1896–1907, ordförande för Polyteknisk Understøttelsesforening, vice ordförande för Det tekniske Selskabs skola och ordförande för dess skolkommitté 1901–1916. Han var vidare medlem av vattenavledningskommissionen och av expropriationskommissionen för vattenverksanläggning för Köpenhamn. Då den sistnämnda 1928 upplöstes (enligt lag av den 31 mars 1926), övergick han till lantbrukskommissionen för Köpenhamns vattenverksuppland som stadsdelegerad och likaledes i den extraordinarie kommissionen för staden Köpenhamn, liksom han dessutom verkade som teknisk sakkunnig i talrika lantbrukskommissioner angående vattenvinningsanläggningar.
Lütken var även ordförande för Folkeuniversitetsforeningen i Köpenhamn 1900–1928 och medlem av universitetskommittén för akademisk folkundervisning från 1901. Vid sidan av sina befattningar var han även i viss mån verksam som konsulterande ingenjör, främst som teknisk konsult i lantbrukskommissioner angående spillvattenanläggningar, på vilket område han var Danmarks främste auktoritet.